# Catabothrus nilgiriensis
Catabothrus nilgiriensis är en insektsart som beskrevs av Boris Petrovich Uvarov 1962. Catabothrus nilgiriensis ingår i släktet Catabothrus och familjen gräshoppor. Inga underarter finns listade i Catalogue of Life.